# Fantastiek
Fantastiek is volgens de Bulgaars-Franse literaire theoreticus en cultuurcriticus Tzvetan Todorov een subgenre van literaire werken die worden gekenmerkt door de ambigue presentatie van ogenschijnlijk bovennatuurlijke krachten. Voor Todorov is fantastiek een subjectieve term die betrekking heeft op een beperkte canon van literaire werken. Volgens zijn definitie staat fantastiek tussen twee andere literaire genres: het griezelige en het wonderbaarlijke.

## Terminologie en definiëring
De Fransman Charles Nodier gebruikte de term le Fantastique in 1830 voor het eerst in zijn artikel Du Fantastique en Littérature. Voor Castex kenmerkt het fantastisch verhaal zich als een intrusie van het mysterie in het reële leven. Roger Caillois schrijft in Au coeur du fantastique: Alle fantastiek is een irruptie van het ontoelaatbare binnen de onveranderbare dagelijkse legaliteit. Het gaat hier dus over twee soorten gebeurtenissen: die van de natuurlijke wereld  en die van de bovennatuurlijke wereld. De Bulgaars-Franse literaire criticus Tzvetan Todorov legt de nadruk op de ambiguïteit van wat er wordt verteld, de twijfel die opgewekt wordt bij de lezer (en veelal ook bij de personages) Ik ging het bijna geloven, vat voor hem de geest van de fantastiek samen. In zijn analyse van het genre maakt Todorov een onderscheid tussen fantastiek en pure griezel (l'étrange pur) en pure fantasy (le merveilleux pur), hoewel er aan beide kanten een zekere overlap (le fantastique étrange en le fantastique merveilleux) kan bestaan.  In de pure fantasy - waarvoor er geen Nederlandse of Franse vertaling bestaat - wordt het bovennatuurlijke als een feit aanvaard en worden parallelle werelden naast elkaar geplaatst (vb. Tolkiens In de Ban van de Ring). Fantastiek moet ook niet worden verward met  sciencefiction, dat rationeel en wetenschappelijk is. Volgens Hubert Lampo is het onderscheid tussen fantastiek en Magisch realisme  niet altijd duidelijk en overlappen beide gebieden elkaar voortdurend maar terwijl in het magisch realisme de magische elementen integraal deel uitmaken van de realiteit van de personages en niet worden betwijfeld, bestaat in de fantastiek altijd de onzekerheid over een al dan niet bovennatuurlijke verklaring van de gebeurtenissen. In zijn essay Das Unheimliche (1919) besteedde Sigmund Freud aandacht aan deze verontrustende sfeer van vreemdheid en het niet-vertrouwde ( Engels: uncanny) in de fantastiek. Voor H.P. Lovecraft was het creëren van een atmosfeer van onverklaarbare angst voor onbekende krachten het allerbelangrijkste voor een goed bovennatuurlijk verhaal. In zijn Supernatural Horror in Literature uit 1927 schrijft hij ook dat niet iedereen aangetrokken wordt door dergelijke verhalen, omdat zij van de lezer een zekere mate van verbeelding vragen en een (tijdelijk) afhaken van de alledaagse realiteit.

## Thema's
Aanvankelijk waren de thema's vooral die van griezelverhalen. In de ondertitel van zijn bloemlezing The Supernatural Omnibus (1931) klasseerde Montague Summers deze thema’s in: verschijningen (van geesten), hekserij, de weerwolf, diabolisme, necromantie, satanisme, divinatie, tovenarij, goëtie (zwarte magie, voodoo, bezetenheid en het occulte. M. Summers (1880-1948) wordt beschouwd als de grootste samensteller van bovennatuurlijke en ‘gothic’ fictie uit de jaren dertig. Deze auteur en geestelijke is bekend voor zijn idiosyncratische studies van heksen, vampiers en weerwolven. Hij vertaalde in 1928 de bekende 15e-eeuwse Heksenhamer (Malleus Maleficarum), een handboek voor heksenjagers, uit het Latijn naar het Engels.
De Grande Anthologie du Fantastique, samengesteld in 1977 door J.Goimard en R.Stragliati, klasseert het genre in tien delen: zombies (morts-vivants), occultisme, monsters, spoken, demonen, dubbelgangers, aberraties (in ruimte en tijd), nachtmerries, waanzin en boze entiteiten (maléfices).
In de loop van de tijd evolueerde het genre van klassieke spookverhaal naar meer psychologiserende en metafysische griezel. Fantastieke verhalen worden nog altijd geschreven, maar dit overzicht beperkt zich vooralsnog tot publicaties verschenen voor WO.II.

## Voorgeschiedenis
Fantastische verhalen werden al geschreven in de oudheid. Homerus schreef over het contact van Odysseus met de geest van zijn overleden moeder en Petronius over een weerwolf in het verhaal van Niceros. Plinius vertelde in een brief aan Sura over een huis waar een in de boeien geslagen spook (de geest van een vermoorde man) ronddwaalt. Apuleius beschreef in zijn Metamorfosen onder meer hoe Aristomenes aan Lucius vertelt over zijn ervaring met een zombie. In De Wonderbaarlijke verschijnselen van Phlegon van Tralles, de vrijgelaten slaaf van keizer Hadrianus, verschijnt het spook van een dode bruid.
De ‘duistere’ middeleeuwen werden geplaagd door golven van pestepidemies, die het horrorgevoel zeker hebben versterkt, getuige de talloze groteske ‘Laatste Oordeel’-taferelen op de portieken van de gotische kerken. Dantes Inferno is gedrenkt in een macabere sfeer en ook in het verhaal van Heer Gawein en de groene ridder (Sir Gaweyne and the Grene Knyght, een ridderroman van omstreeks 1380, auteur onbekend) komen bijvoorbeeld schrikwekkende taferelen voor.
In het Elizabethaans theater, met zijn heksen van Macbeth en het spook in Hamlet komt duidelijk het geloof in demonen naar voren, geloof dat nog versterkt werd door de toenmalige angst voor allerhande vormen van tovenarij en hekserij.
Vanaf de 16e eeuw worden de fantastische thema’s onderwerp van gedetailleerde ‘geleerde’ studies. In 1586 schreef Pierre Le Loyer het achtdelig Discours et Histoire des spectres, visions et apparitions des esprits … en VIII livres … esquels … est manifestee la certitude des spectres et visions des esprits. Peter Thyraeus, een Jezuïet uit Wurzburg, schreef in 1594 zijn verhandeling over geloof in spoken: De apparitionibus … et terrficationibus nocturnis (Over Geesten en Terreur van de Nacht).
In 1670 publiceerde de priester Nicolas-Pierre-Henri de Montfaucon de Villars een nauwelijks verholen occulte fictie, Le Comte de Gabalis, ondertiteld Entretiens sur les Sciences Secrètes en in 1681 publiceerde Joseph Glanvil zijn Saducismus Triomphatus, zijn Volledig en Onomstotelijk bewijs van Hekserij en Verschijningen.
In 1705 schreef Daniel Defoe (bekend van Robinson Crusoe) A True Revelation of the Apparition of one Mrs Veal, the next day after her Death, to one Mrs.Bargrave, at Canterbury, the 8th of September 1705. Defoe was hier verslaggever van de postmortale verschijning van Mrs Veal aan haar vriendin Mrs Bargrave een dag na haar overlijden. Feiten die door Mrs. Bargrave in een interview in 1715 opnieuw werden bevestigd voor hun betrouwbaarheid.
De echte doorbraak van het fantastische genre in de literatuur kwam er met de romantiek van de gothic novel aan het einde van de achttiende eeuw. Thema’s en motieven die in volksverhalen waren blijven voortleven, kwamen opnieuw in zwang en vonden alle mogelijke literaire verwerkingen: spoken, vampiers, raadselachtige verschijningen en verdwijningen, dwergen, reuzen, tot leven gewekte doden.

## Engelstalige fantastiek

### Gothic novel
De eerste klassieker was The Castle of Otranto (Het Kasteel van Otranto) uit 1764 van Horace Walpole (1717-1797), over een reusachtig geharnast spook dat terreur zaait in het kasteel. Walpole was een echte liefhebber van de middeleeuwen, die zelfs zijn woning in Strawberry Hill liet optrekken als een gotisch kasteel. Ann Radcliffe (1764-1823) publiceerde dertig jaar later The Mysteries of Udolpho (1794), The Italian (in 1797) en schreef in 1802 Gaston de Blondeville, dat postuum werd gepubliceerd in 1826. Udolpho, haar bekendste werk, is een typisch voorbeeld van een vroege gothic novel. De roman The Monk uit 1796 van Matthew Gregory Lewis (1775–1818), over een Spaanse monnik Ambrosio die kan ontsnappen aan de Inquisitie door een pact te sluiten met de duivel, is kwaadaardiger van toon dan de verhalen van Radcliffe.
De laatste grote schrijver in het ‘gothic’ genre was Charles Robert Maturin (1782–1824), een excentrieke Ierse geestelijke. Een meesterwerk in het horrorgenre is Melmoth the Wanderer (1820), het verhaal van een Ierse gentleman uit de 17e eeuw die door zijn ziel te verkopen aan de duivel eeuwig blijft leven. Melmoth heeft koortsachtig intense scènes en baadt in Keltisch mysticisme. Sir Walter Scott, Dante Gabriel Rossetti, WilliamThackeray en Charles Baudelaire waren grote bewonderaars van Maturin en het is niet toevallig dat Oscar Wilde tijdens zijn laatste dagen in ballingschap in Parijs de schuilnaam “Sebastian Melmoth” gebruikte.

### Donkere romantiek (19deE )
William Godwin (1756-1836), een moderne bepleiter van het anarchisme, bekend voor zijn Adventures of Caleb Williams, (een aanval op de privilegies van de aristocratie), schreef in 1799 St Leon, A Tale of the Sixteenth Century, over het geheim van het levenselixir ontwikkeld door de Rozenkruisers.
Godwins dochter met de feministe Mary Wollstonecraft, Mary Shelley (1797-1851) werd wereldberoemd met haar Frankenstein or The Modern Prometheus (1818) over de jonge Zwitserse student geneeskunde Victor Frankenstein, die in een wetenschappelijk experiment uit dode lichamen een 2,4 m groot menselijk monster creëert dat, verworpen door de mensen, zich later tegen zijn schepper keert.
De Schotse dichter en schrijver van vooral historische verhalen zoals Ivanhoe (1819) en Rob Roy (1817) Sir Walter Scott (1771-1832), schreef ook spookverhalen en publiceerde in 1830 zijn Letters on Demonology and Witchcraft, een compendium van Europese heksenfolkore.
Lord Edward Bulwer-Lytton (1803-1873), bekend van De Laatste dagen van Pompeii (1834), correspondeerde met vele occultisten uit zijn tijd en kwam zo in contact met de Franse kabbalist Alphonse-Louis Constant (Éliphas Lévi), die beweerde de geheimen van de magie uit de klassieke Oudheid te bezitten. The House and the Brain (1859) is een verhaal over een spookhuis met verwijzingen naar de rozenkruisers en de mysterieuze Graaf van Saint-Germain hoveling van Lodewijk XIV. Zanoni (1842) draait rond de relatie tussen een operazangeres en Zanoni, een onsterfelijke rozenkruiser, die uiteindelijk toch zijn hoofd verliest tijdens de Franse Revolutie, omdat hij verliefd werd op Viola.
Catherine Ann Crowe (1803-1876) schreef aanvankelijk toneelstukken maar raakte, onder invloed van Duitse schrijvers, geïnteresseerd in bovennatuurlijke onderwerpen. Haar The Night-Side of Nature, or Ghosts and Ghost-seers (1848), een onderzoek naar het ‘paranormale’ en (tot dan en nu) ‘onverklaarbare’ is haar bekendste werk. In 1845 publiceerde ze de vertaling van Justinus Kerners Die Seherin von Prevorst, Eröffnungen über das innere Leben des Menschen und über das Hineinragen einer Geisterwelt in die unsere, een verslag dat grote ophef had gemaakt in Duitsland bij zijn publicatie in 1829. Crowe wordt beschouwd als de eerste persoon die de term ‘poltergeist’ introduceerde bij Engelse lezers, in het hoofdstuk ‘The Poltergeist of the Germans’. Het boek werd vertaald naar het Duits en het Frans en zou Baudelaire hebben beïnvloed. Twee van haar spookverhalen verschenen in 1936 opnieuw in Victorian Ghost Stories (1936), samengesteld door Montague Summers.

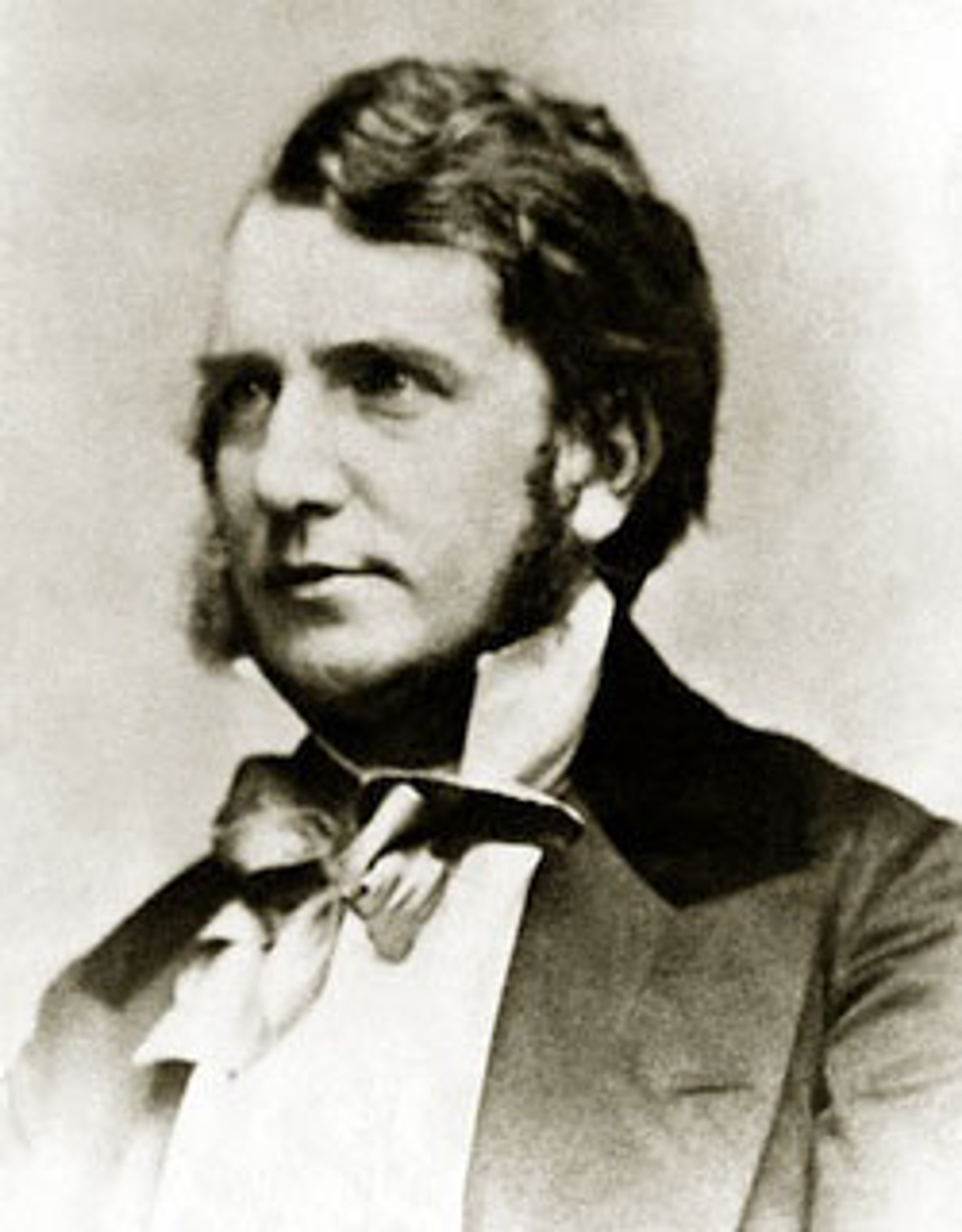
Sheridan Le Fanu

Joseph Thomas Sheridan Le Fanu (1814 –1873) had een literaire hugenoten achtergrond en studeerde aan het Trinity College in Dublin. Zijn spookverhalen staan centraal in de latere ontwikkeling van het genre in de Victoriaanse tijd. Le Fanu is de auteur van de bundel In A Glass Darkly (1872) met o.m. Carmilla (1871), het eerste vampierverhaal (over een vrouwelijke, homoseksuele vampier). Le Fanu’s Carmilla inspireerde zijn landgenoot Bram Stoker voor zijn Dracula (1897) ongetwijfeld het bekendste vampierenverhaal. In veel van zijn werk is er een bovennatuurlijke ondertoon, maar een ‘natuurlijke’ verklaring is ook mogelijk. In Green Tea bvb, een ander verhaal uit de bundel In A Glass Darkly (met verwijzing naar de Zweedse theoloog en mysticus Emanuel Swedenborg, bekend voor zijn werk Over Hemel en Hel, 1758) blijft het onduidelijk of de demonische aap echt bestaat of slechts een waandenkbeeld is van het hoofdpersonage, dat te veel groene thee drinkt.

### Invloed van esoterie en occultisme.
De Britse Hermetic Order of the Golden Dawn was een laat-19e-eeuwse en vroeg-20e-eeuwse magische rozenkruisersorde. Onder haar leden bevonden zich verscheidene illustere personages, zoals de dichter/Nobelprijswinnaar William Butler Yeats en enkele gerenommeerde schrijvers van fantastiek, waaronder Arthur Machen en Algernon Blackwood.
Arthur Machen (1863-1947), aangetrokken door de heidense mysteries van zijn geboortestreek Wales, is vooral bekend voor The Great God Pan (1894), waarin een jonge vrouw, na een hersenoperatie, de enorme en monsterlijke god van de natuur kan aanschouwen en hierdoor haar verstand verliest. The White People (1904) verhaalt over een jong meisje dat onder invloed van haar kruidenvrouw-oppas tijdens solitaire uitstapjes in de ongerepte natuur zelf ingewijd wordt in een occult universum vol instabiele 'fundamenteel perverse' abnormaliteiten. In zijn The Novel of the white Powder (1896) geeft Machen aan het einde van dit verhaal (over een onfortuinlijke, overwerkte student die een medicijn inneemt dat later de middeleeuwse heksendrank Vinum Sabbati blijkt te zijn) een uitgebreide uiteenzetting over het bestaan van een andere, ‘bovennatuurlijke’ realiteit, passage die duidelijk de stempel van de Golden Dawn draagt. Lovecraft schreef in zijn Supernatural Horror in Literature dat dit verhaal voor hem het hoogtepunt van griezel benaderde.
Algernon Henry Blackwood (1869-1951) was een van de meest productieve schrijvers van fantastiek. In zijn roman The Human Chord gebruikte hij Kabbalistische thema’s. In The Willows komen twee reizigers vast te zitten op een verlaten eiland in de Donau en worden ze geterroriseerd door onverklaarbare, onzichtbare krachten. In Blackwoods werk dringt een bovennatuurlijke wereld constant binnen in de alledaagse realiteit en is er soms nauwelijks onderscheid tussen beelden gevormd in de verbeelding en ‘echte’ voorwerpen. The Empty House (1906) is waarschijnlijk gebaseerd op Blackwoods onderzoek naar spookhuizen dat hij voerde voor de Psychical Research Society en Smith, an Episode in a Lodging House (1906) op wat hij leerde bij de Golden Dawn.
De erudiete Montague Rhodes James (M.R. James 1862-1936) was een autoriteit op gebied van middeleeuwse manuscripten en kathedralen en provoost in Eton College. James' spookverhalen werden gepubliceerd in een reeks verzamelingen: Ghost Stories of an Antiquary (1904), More Ghost Stories of an Antiquary (1911), A Thin Ghost and Others (1919) en A Warning to the Curious and Other Ghost Stories (1925). In het voorwoord van een van zijn verhalenbundels formuleerde hij drie regels voor een ‘goed’ macaber verhaal: "(...) een eigentijdse setting (om zo dicht mogelijk de levenssfeer van de lezer te benaderen), kwaadaardige eerder dan goedaardige verschijningen (om angst uit te lokken) en ten slotte het vermijden van ‘pseudowetenschappelijk’ jargon om de geloofwaardigheid van het verhaal niet te versmachten met pedanterie." Count Magnus gaat over een Engelse reiziger uit het midden van de 19e eeuw die naar Zweden reist om materiaal voor een boek te verzamelen. De beschrijving van de oude Zweedse kerk toont duidelijk, maar niet storend, James’ kennis van architectuur en in Treasure of Abbot Thomas” ontdekt een Britse antiquair een eeuwenoude goudschat in een Duitse abdij.

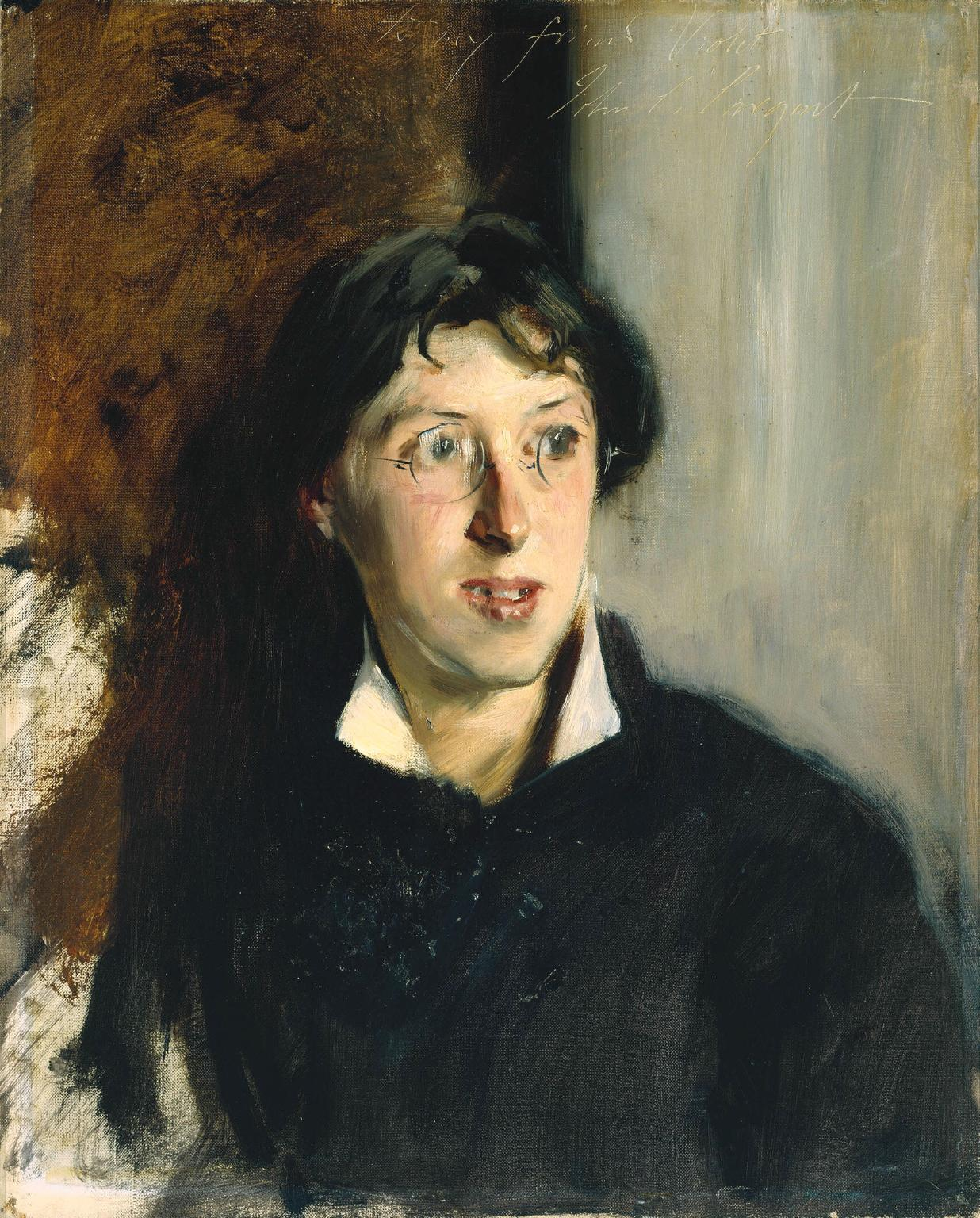
Vernon Lee door John Singer Sargent

Vernon Lee (pseudoniem van Violet Paget, 1856-1935) schreef in het Engels maar verbleef vanaf 1889 tot haar dood in Italië. Ze was een overtuigde feministe en pacifiste en had langdurende passionele relaties met drie vrouwen: Mary Robinson, Clementina Anstruther-Thomson en de Britse auteur Amy Levy. Haar verhaal Prince Alberic and the Snake Lady (1895) verscheen eerst in het bekende Yellow Book (waarvoor o.m. Aubrey Beardsley illustraties verzorgde) en haar bekendste korte verhalen werden gebundeld in Hauntings (1890). Montague Summers beschreef haar als de grootste moderne exponent van bovennatuurlijke fictie. Zoals bij M.R. James getuigen de verhalen van een royale eruditie op artistiek vlak, maar bovendien zijn ze ook soms grappig-ironisch en haar weergave van de couleur locale is meesterlijk.
Bram Stoker (1847-1912) was een Ierse schrijver, gedurende 27 jaar manager in Londen van het Lyceum Theatre van de toen beroemde acteur sir Henry Irving. Hij werd beroemd met zijn gothic novel Dracula (1897), over de vampier graaf Dracula die uit Transsylvanië naar Londen reist om ‘vers’ bloed te vinden en zo zijn vloek voort te zetten. Inspiratie vond Stoker bij Armin Vambéry, een Hongaarse schrijver en reiziger die duistere verhalen vertelde over Karpatische bergstreken en bij Le Fanu's Carmilla. Lovecraft was vooral onder de indruk van een later werk van Stoker, nl. The Lair of the White Worm (1911).
Robert Louis Stevenson (1850 -1894), een Schots schrijver, schreef in 1886, tijdens een verblijf in de rustplaats Bournemouth waar hij zijn tuberculose liet verzorgen, Strange Case of Dr Jekyll and Mr Hyde. Deze novelle is een psychologische thriller, een ‘gothic’ griezelverhaal, maar ook een metafoor over het goede en het kwade, aanwezig in ieder mens.
Henry Rider Haggard (1856-1925) werkte een tijdje in Zuid-Afrika en bezocht toen de ruïnes van Zimbabwe, waarvan hij dacht dat dat het centrum van het legendarische land Ophir was. Hij vond hier de inspiratie voor zijn fantastische avonturenverhalen King Solomon's Mines (1885), Allan Quatermain (1887) en She (1887).
Oscar Wilde (1854-1900), Iers estheet en dandy, zal bekend blijven voor zijn Picture of Dorian Gray (1891) over een verdorven jongeling die eeuwig mooi blijft, terwijl een schilderij van hem geleidelijk oud wordt en steeds meer de afgrijselijke sporen van decadent verval vertoont. Het boek verscheen in 1893 in een Nederlandse vertaling van Elisabeth Couperus, de echtgenote van Louis Couperus die het boek rechtstreeks van Wilde had ontvangen.
William Hope Hodgson (1877-1918), vandaag misschien minder bekend, beschreef net als Blackwood naamloze krachten en monsterachtige entiteiten via toevallige aanwijzingen en op het eerste zicht niets betekende details. Hij was een tijd zeeman en veel van zijn griezelverhalen spelen zich af op zee, gebundeld in de Sargasso See Stories. The House on the Borderland (1908) vertelt over een verlaten huis in Ierland, geteisterd door bovennatuurlijke krachten. De zwerftochten van de geest van de verteller door eindeloze lichtjaren van de ruimte en zijn aanschouwen van de vernietiging van het zonnestelsel, geven het een kosmische dimensie. Hodgson stierf in Ieper bij het einde van WO I.

### Amerikaanse fantastiek

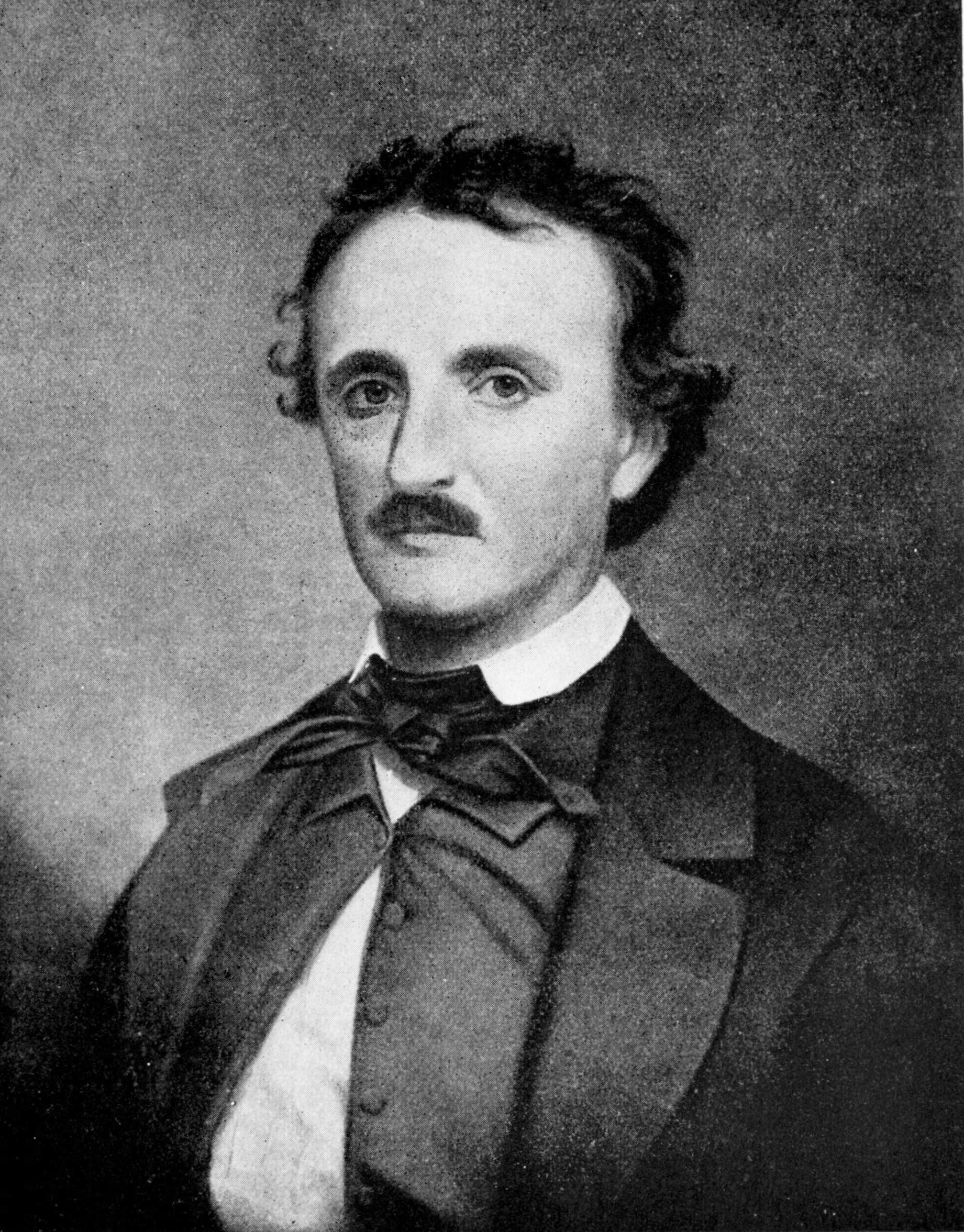
Edgar Allen Poe 1898

Ongetwijfeld vandaag het meest bekend is Edgar Allan Poe (1809-1849), die werkte als redacteur en meedogenloos literair criticus. Met de publicatie van zijn gedicht The Raven (1845) kreeg hij literaire erkenning. Thema’s van Poes duister romantisme, die regelmatig terugkomen in zijn werk, zijn de dood en haar fysische tekens van verval, voortijdige begrafenis, het opwekken van de doden en treurnis. Metzengerstein, A Tale in the Imitation of the German (1832) gaat over een waanzinnige, wreedaardige jonge edelman die in de ban raakt van een reusachtig paard afgebeeld op een oud wandtapijt. Met Ligeia en The Fall of the House of Usher toonde Poe zich volgens Lovecraft op zijn best in zijn analyse van de ziekmakende bronnen van terreur waarmee de menselijke geest kan worden geconfronteerd.
Ook Nathaniel Hawthorne (1804-1864), achterkleinzoon van een van de wreedste heksenvervolgers (1692) en vooral bekend voor The Scarlet Letter (1850), heeft teksten geschreven waarin het bovennatuurlijke een belangrijke rol speelt. Ze worden gekenmerkt door de onderdrukking in een puriteins Amerika en hebben als terugkerend thema de vervloeking, een verwijzing naar de heksenlegendes. Een voorbeeld is Young Goodman Brown (1835), waarvan het eerste deel zich afspeelt in Salem met een maatschappelijk geïntegreerde Brown. Het tweede deel is een uitgebreide droom/nachtmerrieachtige sequentie van een heksensabbat in het nachtelijk woud waarin Brown is verdwaald. In het derde deel keert Brown terug naar huis, maar hij is dermate veranderd door wat er ‘s nachts is gebeurd, dat hij niet langer zijn vrouw of zijn dorpsgenoten vertrouwt. Hij wordt een bitter en cynisch man, die om niemand meer geeft. The House of the Seven Gables (1851) speelt zich af in Salem in eeuwenoud huis waar een voorouderlijke vloek op rust.
Fitz-James O’Brien (1828–1862), Ier en genaturaliseerd Amerikaan, schreef o.m. What Was It? A Mystery (1859), het eerste kortverhaal over een onzichtbaar wezen, dertig jaar voor Guy de Maupassants Horla. Hij schreef ook The Diamond Lens (1858) over een wetenschapper die verliefd wordt op een jonge, minuscule kleine vrouw (Animula) die hij heeft ontdekt in een druppel water onder zijn microscoop.
Ambrose Bierce (1842-1914) was een schrijver en journalist die in eind 1913 verdween in Mexico waar hij verslag wilde uitbrengen van de Revolutie van Pancho Villa.The Death of Halpin Frayser verscheen in 1893 in de bundel Can Such Things Be? In 1899 publiceerde de Knickerbocker Press zijn Fantastic Fables.
De Anglo-Amerikaanse schrijver Henry James (1843-1916) (zoon van de theoloog Henry James sr. en jongere broer van de filosoof William James) heeft regelmatig het Fantastische genre beoefend, meer in het bijzonder in zijn spookverhalen. Zijn bekendste griezelverhaal is The Turn of the Screw (1898), over een gouvernante die vermoedt dat de twee jonge kinderen onder haar hoede op één of andere manier contact hebben met de geesten van een vroegere gouvernante en een knecht. Het is een schoolvoorbeeld van de kunst om twijfel op te wekken over een rationele/niet-rationele verklaring. Dit verhaal werd vanwege zijn ambiguïteit een prototype van een fantastisch verhaal, althans voor Tzvetan Todorov.
Patrick Lafcadio Hearn (1850 -1904) ook bekend onder de Japanse naam Koizumi Yakumo was een schrijver, bekend voor zijn vertaling van Japanse legendes en spookverhalen, zoals Kwaidan, Stories and Studies of Strange Things (1903, later verfilmd als Kwaidan door Masaki Kobayashi). In 1869 vertrokken naar Cincinnati USA, verbleef hij later ook in New Orleans en belandde uiteindelijk in Japan, waar hij huwde met de dochter van een samoerai en vier kinderen met haar had. Hij werd Japans staatsburger en bekeerde zich tot het boeddhisme. Hij ligt begraven op het Zōshigaya Cemetery in Tokyo.
Francis Marion Crawford (1854-1909) schreef verschillende fantastische verhalen, verzameld in Wandering Ghosts, postuum in de VS verschenen in 1911 als Wandering Ghosts en als Uncanny Tales in het Verenigd Koninkrijk. The Upper Berth (1885) was voor Lovecraft zijn beste griezelverhaal. Het thema is een pronkkamer gedoemd door zelfmoorden, met spoken van zilt-water damp en een nachtmerrieachtig gevecht met een naamloos voorwerp.
Leonard Cline (1893-1929) publiceerde in 1927 The Dark Chamber, door Lovecraft zeer gewaardeerd voor zijn artistieke waarde. Het is het verhaal van een man die door abnormale prikkeling van zijn geheugen probeert elk ogenblik van zijn verleden te herbeleven.

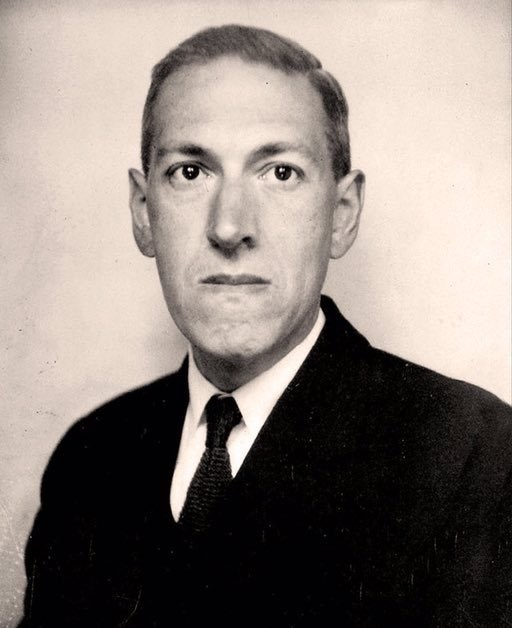
H.P. Lovecraft 1934

Howard Phillips Lovecraft (1890-1937) wordt nu beschouwd als een der belangrijkste schrijvers van griezel en fantastiek van de twintigste eeuw. Na zijn dood werden zijn teksten verzameld en gepubliceerd door de Arkham uitgeverij van zijn vriend August Derleth. Bekende verhalen zijn The Call of Cthulhu (1926) (over een voorwereldlijke, hagedisachtige reptielgod) en At the Mountains of Madness (1931). Lovecraft creëerde een eigen kosmogenie en theogonie. Lovecraft wilde met zijn verhalen twee gevoelens opwekken bij zijn lezers: angst en fascinatie (tremendum et fascinans).
Clark Ashton Smith (1893-1961), Californisch veelzijdig kunstenaar en samen met Robert E. Howard (Conan the Barbarian) en Lovecraft een van de bekendste schrijvers in het pulpmagazine Weird Tales. Zijn lange gedicht in perntameter The Hashish-Eater, or The Apocalypse of Evil, met chaotische vistas van interstellaire ruimtes is geschreven in 1920. Een deel van zijn korte verhalen verscheen in The Double Shadow and Other Fantasies (1933).

## Franstalige fantastiek
Jacques Cazottes (1719-1792) Le Diable amoureux (1772, acht jaar na The Castle of Ortranto) had als ondertitel ‘roman fantastique’ de eerste keer in de literatuurgeschiedenis dat een werk als dusdanig werd gelabeld. In dit eerste moderne Franse horrorverhaal wordt Alvare, een jonge Spaanse officier op een avond door zijn beschonken en bluffende Italiaanse vrienden aangespoord om een demon op te roepen. Cazotte gebruikte hier het bovennatuurlijke niet als in een sprookje of voor een satirisch of filosofisch doel. Bedoeling was een ‘echt’ verhaal te vertellen en de lezer angst in te boezemen. Cazotte werd een aanhanger van de judeo-christelijke, esoterische stroming van Martinisme van Martinès de Pasqually en Louis-Claude de Saint-Martin. Hij eindigde op de guillotine.
Charles Nodier (1780-1844) is bekend voor Smarra ou les Démons de la Nuit (1821), angstaanjagende, op dromen gebaseerde verhalen die later Gérard de Nerval zouden beïnvloeden. Zijn conte fantastique La Fée aux Miettes (1832) wordt beschouwd als zijn meesterwerk (1832).
Het belangrijkste werk van Gérard de Nerval (1808-1855) is de novelle Aurélia (1855), die door André Breton en de surrealisten werd opgepikt.
Prosper Mérimée (1803-1870) , een van de pioniers van de novelle, schreef in 1837 La Venus d’Ille, een van de beroemdste novelles in het genre. Ille is een Catalaans klein stadje, niet ver van Prades, waar een levensgroot bronzen Venusbeeld wordt opgegraven en waar een Parijse archeoloog-classicus getuige is van een huwelijksfeest dat faliekant uitdraait.
Vanaf 1830 kennen E.T.A. Hoffmanns vertellingen (zie Duitstalige Fantastiek), vertaald in het Frans, een enorm succes. Groot bewonderaar van Hoffmanns vertellingen was Théophile Gautier (1811-1872) , dichter, dramaturg, romanschrijver, journalist en kunst en literair criticus. Zijn La Cafetière (1831) en La Morte Amoureuse (over een priester die ’s nachts bezoek krijgt van een vrouwelijke vampier,1836), met een authentiek Frans gevoel voor het niet-rationele, werden herhaaldelijk opgenomen in anthologieën van het genre. Zes van zijn korte verhalen Une nuit de Cléopâtre (uit 1845) en vijf andere fantastische romances werden in 1882 vertaald in het Engels door Lafcadio Hearn.
Guy de Maupassant (1850-1893) is ongetwijfeld een der grootste auteurs van de Franstalige fantastische literatuur. Zijn werk wordt gekenmerkt door het realisme, zijn verankering in het alledaagse. Thema’s die herhaaldelijk weerkeren zijn angst, onrust en vooral de waanzin. De Maupassant zou zelf sterven in een krankzinnigengesticht. Zijn meesterwerk is Le Horla (1887), het verhaal over de komst naar Frankrijk van een onzichtbaar wezen dat enkel op water en melk leeft, en de voorhoede lijkt van een horde buitenaardse organismen die de aarde en de mensheid willen overmeesteren. Het woord Horla werd uitgevonden door de Maupassant en betekent waarschijnlijk ‘Hors de là’ van ‘daarbuiten’.
Auguste Villiers de l’Isle-Adam (1838-1889) schreef zijn Contes cruels (1883) en Nouveaux Contes cruels (1888) met de novelle La torture par Espérance, over een tot de brandstapel veroordeelde gevangene die tijdelijk kan ontsnappen. De l'Isle-Adam was een groot bewonderaar van Poe en Baudelaire, hij bestreed het positivisme en sciëntisme en had grote invloed op de latere symbolisten. Joris-Karl Huysmans prees de Contes cruels in zijn roman à Rebours (1884).

## Fantastiek in België
In 1974 publiceerden Danny De Laet en Walter Soethoudt  Dageraad des Duivels, een anthologie van Vlaamse fantastiek en science fiction uit de 19de en 20ste eeuw, met een interessante 'uitleiding' over de Fantastische Literatuur in Vlaanderen door Danny De Laet. De bloemlezing was opgedragen aan de Duivel, en de verhalen behandelen de klassieke thema's van de angst, afgoderij, geestesverbijstering, waanzin, het bovennatuurlijke. In 1978 volgde dan de tweede anthologie samengesteld door Danny De Laet Tussen Tijd en Schaduw, met Vlaamse SF en Fantastiek anno 1978, met verhalen van onder andere Guido Eekhout, Ludo Noens en Karel Biddeloo.
Na eeuwen van vreemde bezetting, kwam ook in België, na de onafhankelijkheid van 1830, de fantastische literatuur tot bloei, zowel aan Vlaamse als Franstalige kant. Sterk beïnvloed door de Romantiek met zijn vlucht naar het verleden (i.e. uit de werkelijkheid) zocht Hendrik Conscience (1812-1883) zijn inspiratie in de folklore  van oude Vlaamse sagen en legenden.  Hij debuteerde in 1837 met de bundel Phantazy (à la manière d'Hoffman) en publiceerde in 1846 de bundel Avondstonden.
Ook zijn Franstalige tegenhanger Charles  De Coster (1827-1879) vond zijn inspiratie in de Vlaamse folklore en schreef in 1861 de Contes brabançons en de Légendes flamandes. Hij hernam o.a. het thema van de Middeleeuwse griezelballade  Heer Halewijn (figuur die lin 1934 door zijn grote bewonderaar Michel de Ghelderode werd hernomen in Sire Halewyn). 
De Belgische fantastiek op het einde van de 19e eeuw is sterk beïnvloed door het symbolisme, dat een atmosfeer creëert die ontvankelijk is voor de intrusie van het bovennatuurlijke.
Georges Rodenbach (1855-1898) schreef Bruges-la-Morte (1892), een symbolische roman (met een kaft-ontwerp van Fernand Khnopff) die zich afspeelt in het oude, verlaten en mysterieuze Brugge, en waar de herinnering aan zijn overleden vrouw een jonge weduwnaar fataal wordt. Het werk werd relatief snel vertaald onder meer in het Engels (1903) maar pas in 1978 in het Nederlands.
In 1896 schrijft Maurice Maeterlinck (1862-1949) Les Débris de la Guerre
Felix Timmermans (1886-1947) schreef in zijn jonge jaren de bundel griezelverhalen  Schemeringen van de Dood  (1909) en in 1924 in zijn bundel Het Keerseken in de lanteern het verhaal de Kertsmissater (over de laatste der saters in de Vlaamse bossen).
Jean Ray (1887-1964) begon zijn carrière als pulpschrijver en schreef als 'John Flanders' jeugdverhalen voor de reeks Vlaamse Filmpjes. Hij publiceerde bovendien verschillende verhalen in het Amerikaanse blad Weird Tales. Ray wordt beschouwd als de bekendste en meest invloedrijke schrijver van Franstalige fantastiek van de 20e eeuw. De roman Malpertuis (1943) is zijn meesterwerk. Het verhaal werd in 1972 verfilmd door Harry Kümel, met o.m. Orson Welles als Cassave. Ray schreef o.m. het meesterlijke La ruelle ténébreuse, waarin ruimte en tijd vervagen, in een verhaal over de vondst van twee manuscripten (het eerste vertaald uit het Duits naar het Frans en het tweede in het Frans) op de kaai van Hamburg tussen een opengebarsten baal oude papieren.

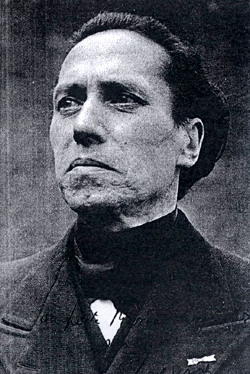
Michel de Ghelderode

De Franstalige Brusselaar van Vlaamse origine Michel de Ghelderode (1898-1962) schreef het toneelstuk La Ballade du Grand Macabre (1935), aangepast voor opera door György Ligeti. In zijn verhalenbundel Sortilèges et autres Contes Crépusculaires (1945) bracht de Ghelderode de macabere traditie van de Vlaamse cultuur tot leven. Een andere kijk op Oostende biedt het verhaal Sortilèges (opgedragen aan James Ensor), dat zich afspeelt tijdens een carnavalsnacht in het stadje aan de Belgische kust. Henri Vernes wijdde ook aan hem een hoofdstuk in zijn Mémoires.
Franz Hellens (1881-1972) is een van de belangrijkste Franstalige schrijvers van het Magisch realisme in België. Zijn werk kenmerkt zich door de belangstelling voor de droom, die hij reconstrueerde in waaktoestand, hopende dat ze het verborgene in de zichtbare wereld en de intieme mens zouden openbaren. Hij schreef ruim tien bundels fantastische verhalen,o.m. Les hors-le-vent (1919), Réalités fantastiques (1922), Nouvelles réalités fantastiques (1941) tot de anthologie Contes et nouvelles (1977).
De Franstalige Belg Thomas Owen (1910-2002) werd bekend bij het grote publiek door zijn fantastische vertellingen Les Chemins étranges (1943).

## Duitstalige fantastiek
De vertellingen van E.T.A. Hoffmann (1776-1822), zoals zijn Phantasiestücke in Callots Manier (1814), oefenen vanaf 1830 een grote invloed uit op schrijvers van Franstalige fantastiek. De Franse historicus en filoloog Jean-Jacques Ampère (in 1826 in Duitsland te gast bij Goethe) gebruikte in 1828 in een artikel in Le Globe de term fantastique voor de karakterisering van Hoffmanns verhalen. Der goldne Topf. Ein Märchen aus der neuen Zeit wordt door velen als zijn beste novelle beschouwd. Het werd geschreven in Dresden tijdens de napoleontische oorlogen. Interessant is dit werk omdat het dus, zoals de ondertitel zegt, een ‘sprookje’ transponeert naar de toenmalige hedendaagse tijd.
Friedrich Heinrich Karl de la Motte, Baron Fouqué (1777-1843) schreef met zijn Undine (1811), volgens Lovecraft een van de meest artistieke ‘weird tales' van het vasteland. Het is een novelle over een vrouwelijke watergeest die een menselijke ziel kreeg door te huwen met een ridder. Undine is voor een deel gebaseerd op een verhaal uit Ex Libro de Nymphis, Sylvanis, Pygmaeis, Salamandris, et Gigantibus etc van de dokter-alchemist Paracelsus.
Maria Schweidler, die Bernsteinhexe (1838) van Wilhelm Meinhold (1797-1851), een priester uit Pommeren, speelt zich af ten tijde van de Dertigjarige Oorlog. Het is het relaas van een dominee wiens dochter ten onrechte van hekserij wordt beschuldigd.
Wilhelm Jensen (1837-1911) is in het fantastische genre bekend voor zijn novelle Gradiva, waar Sigmund Freud een heel boek aan wijdde. Gradiva is de naam van een Romeins bas-reliëf dat een jonge vrouw op blote voeten voorstelt. Hoofdpersonage is een Duitse archeoloog geobsedeerd door dit bas-reliëf dat hij in een museum in Rome heeft gezien.
Der Golem (1914) en Der Engel von Westlichen Fenster (1927) van Gustav Meyrink (1868-1932) behoren tot de top van Duitse bovennatuurlijke fictie. Meyrink was geen Jood, maar was wel sterk geïnteresseerd in de kabbala en het occultisme. Hij was korte tijd lid van de Hermetic Order of the Golden Dawn en de Theosofische Vereniging. Beschuldigd van fraude, omdat hij het spiritisme zou hebben gebruikt voor zijn bankoperaties, schreef hij in de gevangenis De Golem met als uitgangspunt de Joodse legende van een rabbi die via kabbalistische magie uit klei een golem maakte. Der Engel… is het levensverhaal van de Elizabethaanse alchemist en magiër John Dee (1527-1608).
Hanns Heinz Ewers (1871–1943) was een Duits filmregisseur, dichter, filosoof en schrijver van korte verhalen en romans. Hij is vooral bekend voor zijn horror-trilogie over de avonturen van Frank Braun, net zoals Ewers schrijver en historicus. Het eerste deel Der Zauberlehrling werd gepubliceerd in 1907. In 1911 volgde Ewers’ bekendste werk Alraune (beïnvloed door de toen circulerende ideeën van de eugenetica). Hierin werkt Braun mee aan de schepping van een vrouwelijke homunculus, die monsterlijke daden verricht. Het derde deel van de trilogie, Vampir, schreef Ewers in 1921.
In 1905 wijdde hij een essay aan Edgar Allan Poe; Ewers wordt trouwens zelf beschouwd als een van de belangrijkste auteurs van de Duitstalige literaire fantastiek. In de Galerie des Phantasten verzamelde hij een aantal verhalen van andere schrijvers van fantastiek, zoals E.T.A. Hoffmann, Edgar Allan Poe, Karl Hans Strobl, Oskar Panizza en Alfred Kubin. Hij was bevriend met de omstreden Britse magiër Aleister Crowley en vertaalde onder meer het werk van Villiers de l’Isle-Adam van het Frans naar het Duits.
Bij de aanvang van WO I trok hij in de Verenigde Staten rond om de Duitse Zaak te bepleiten. Hij verzamelde fondsen voor het Duitse Rode Kruis, vooral bij de plaatselijke gemeenschappen van etnische Duitsers. Ewers werd geïnterneerd in Fort Oglethorpe in de Amerikaanse staat Georgia en pas vrijgelaten in 1921.
Na zijn terugkeer in Duitsland vroeg Adolf Hitler hem een biografie van de nazi-volksheld Horst Wessel te schrijven (gepubliceerd in 1932). Ewers werd lid van de NSDAP in 1931, maar kon zich niet vinden in het antisemitisme van het nationaal socialisme. In 1934 viel hij in ongenade en de meeste van zijn boeken werden verboden in Duitsland. In 1943 publiceerde hij zijn laatste boek Die schönsten Hände der Welt. Dat jaar werd tuberculose hem fataal.

## Bekende fantastische verhalen
- Ambrose Bierce. The Death of Halpin Frayser (1893)
- Algernon Blackwood. The Willows uit The Listener and Other Stories (1907)
- Sheridan Le Fanu. Green Tea uit de verhalenbundel In a Glass Darkly (1872)
- Michel de Ghelderode. Sortilèges uit Sortilèges et autres Contes crépusculaires (1945)
- E.T.A.Hoffmann. Der goldne Topf. Ein Märchen aus der neuen Zeit (1814)
- Wilhelm Jensen. Gradiva, 1902
- Vernon Lee. Amour Dure. Passages from the Diary of Spiridion Trepka uit Hauntings (1889)
- Arthur Machen. The White People (1904)
- Guy de Maupassant. Le Horla (1887).
- Gérard de Nerval. Aurelia (1855)
- E..A. Poe. Ligeia (1837)
- Jean Ray. La Ruelle ténébreuse (1932)
- Bram Stoker. The Judge’s House uit Dracula’s Guest (1914)